# Жінка-кавун
«Жінка-кавун» (англ. The Watermelon Woman) — американський фільм-драма 1996 року, поставлений режисеркою Шеріл Дьюні. Перший фільм про афроамериканських лесбійок Прем'єра стрічки відбулася в лютому 1996 року на Берлінському міжнародному кінофестивалю, де вона отримала премію «Тедді» . У рамках святкування 30-ї річниці Премії «Тедді», фільм було обрано для показу на 66-му Берлінському міжнародному кінофестивалі в лютому 2016 року.
У березні 2016 року фільм увійшов до рейтингу 30-ти найвидатніших ЛГБТ-фільмів усіх часів, складеному Британським кіноінститутом (BFI) за результатами опитування понад 100 кіноекспертів, проведеного до 30-річного ювілею Лондонського ЛГБТ-кінофестивалю BFI Flare.

## Сюжет
Шеріл (Шеріл Дьюні), молода афроамериканка, працює у відео-крамниці у Філадельфії зі своєю подругою Тамарою (Валері Волкер). Вони заробляють додаткові гроші, знімаючи відео на замовлення. Шеріл зацікавлюється фільмами 1930-х років, в яких грають темношкірі акторки. Вона помічає, що ці акторки часто не згадуються в титрах. Подивившись один з фільмів тих часів з акторкою (Ліза Марі Бронсон), яка зазначена в титрах просто як «Жінка-кавун», Шеріл вирішує зняти про неї документальний фільм і з'ясувати більше про її життя.
В цей же час Шеріл знайомиться у крамниці з білою жінкою Діаною (Гвіневер Тернер), яка, на здивування Тамари, починає фліртувати з Шеріл. Діана просить Шеріл допомогти їй у виборі фільмів.
Для свого проєкту Шеріл починає брати інтерв'ю у людей на вулиці, запитуючи, чи знають вони про акторку «Жінка-кавун». Поставивши те ж питання своєї матері, вона з'ясовує, що мати пам'ятає цю акторку в обличчя. Мати розповідає Шеріл, що чула, ніби «Жінка-кавун» виступає як співачка у філадельфійських клубах. Мати радить доньці зустрітися з Лі Едвардсом (Браян Фрімен) — людиною, яка виконала багато роботи з дослідження фільмів за участю темношкірих акторів. Шеріл разом з Тамарою вирушають до нього, і той розповідає про культуру темношкірого населення Філадельфії 1920-х і 1930-х років. Він пояснює, що в ті дні афроамериканки грали переважно служниць.
Шеріл зустрічається з подругою своєї матері Ширлі, яка виявляється лесбійкою. Ширлі розповідає, що справжнє ім'я «Жінки-кавун» Фей Річардс і що вона також була лесбійкою. Також Ширлі сказала, що Фей жила з Мартою Пейдж, білою жінкою-режисером, і що Марта була злісною і потворною жінкою.
Між тим Діана продовжує знайомство з Шеріл. Вона запрошує її до себе додому. Шерил залишається з нею вечеряти, розповідає про свій проєкт. Спілкування переходить у флірт, і в результаті дівчата займаються сексом. Шеріл вирішує, що хоча Діана не її типу, але їй сподобалося бути з нею.
Потім Шеріл зустрічається з критиком Каміллою Паглія, яка направляє її в архів організації CLIT, де зберігається багато інформації про лесбійок. Там Шеріл знаходить фотографії Фей Річардс. За допомогою Діани Шеріл намагається зв'язатися з сестрою Марти Пейдж, яка заперечує, що Марта була лесбійкою.
У той час, як Шеріл і Діана зближуються, Тамара дає зрозуміти Шеріл, що Діана їй не подобається і вона не схвалює їхніх стосунків. Вона звинувачує Шеріл у бажанні бути білою, а Діану в тому, що чорні люди є для неї фетишем.
Шеріл дзвонить Джун Волкер (Шеріл Кларк), дізнавшись, що та була подругою Фей впродовж 20 років. Вони домовляються про зустріч, але Джун відвезли до лікарні і вона залишає Шеріл листа, в якому розповідає, що вона злиться на Марту Пейдж, і що та нічого не могла зробити з тим, чим було життя Фей.
У розлуці з Діаною, у сварці з Тамарою, Шеріл завершує свій проєкт.

## У ролях
| Шеріл Дьюні       |  | Шеріл                     |
| Гвіневер Тернер   |  | Діана                     |
| Валері Волкер     |  | Тамара                    |
| Ліза Марі Бронсон |  | Фей «Жінка-кавун» Річардс |
| Шеріл Кларк       |  | Джун Волкер               |

| Ірен Дьюні    |  | в ролі самої себе |
| Браян Фрімен  |  | Лі Едвардс        |
| Камілла Палья |  | в ролі самої себе |
| Сара Шульман  |  | Активістка CLIT   |
| В. С. Броді   |  | співачка караоке  |

## Визнання
| Нагороди та номінації фільму «Жінка-кавун» | Нагороди та номінації фільму «Жінка-кавун»   | Нагороди та номінації фільму «Жінка-кавун» | Нагороди та номінації фільму «Жінка-кавун» | Нагороди та номінації фільму «Жінка-кавун» | Нагороди та номінації фільму «Жінка-кавун» |
| Рік                                        | Кінофестиваль/кінопремія                     | Категорія/нагорода                         | Номінант                                   | Результат                                  |                                            |
| ------------------------------------------ | -------------------------------------------- | ------------------------------------------ | ------------------------------------------ | ------------------------------------------ | ------------------------------------------ |
| 1996                                       | Берлінський міжнародний кінофестиваль        | Премія «Тедді»                             | Жінка-кавун                                | Перемога                                   |                                            |
| 1900                                       | ЛГБТ-кінофестиваль «Аутфест» в Лос-Анджелесі | Приз глядацької аудиторії                  | Жінка-кавун                                | Перемога                                   |                                            |

## Цікаві факти
- Таємнича «Жінка-кавун», придумана режисером, насправді має реальних прототипів в особі Гетті Макденіел і Баттерфляй Маккуїн — американських темношкірих акторок, чиї імена часто навіть не вказувалися в титрах[2]. Прототипом для режисерки Марти Пейдж слугувала Дороті Арзнер.
- Гвіневер Тернер, яка зіграла Діану, — відкрита лесбійка. Вона є сценаристом перших серій серіалу «Секс в іншому місті», фільму «Ловися, рибко», а також стрічки «Американський психопат».